# Marie Louise Charlotte de Hesse-Kassel
Marie Luise Charlotte de Hesse-Kassel, germană Marie Luise Charlotte, Landgräfin von Hessen-Kassel; 9 mai 1814 - 28 iulie 1895) a fost membră a Casei de Hesse-Kassel prin naștere. Prin căsătoria cu Prințul Frederic Augustus de Anhalt-Dessau, Marie Luise Charlotte a devenit și membră a Casei de Ascania și prințesă de Anhalt-Dessau.